# Shintaro Ishihara

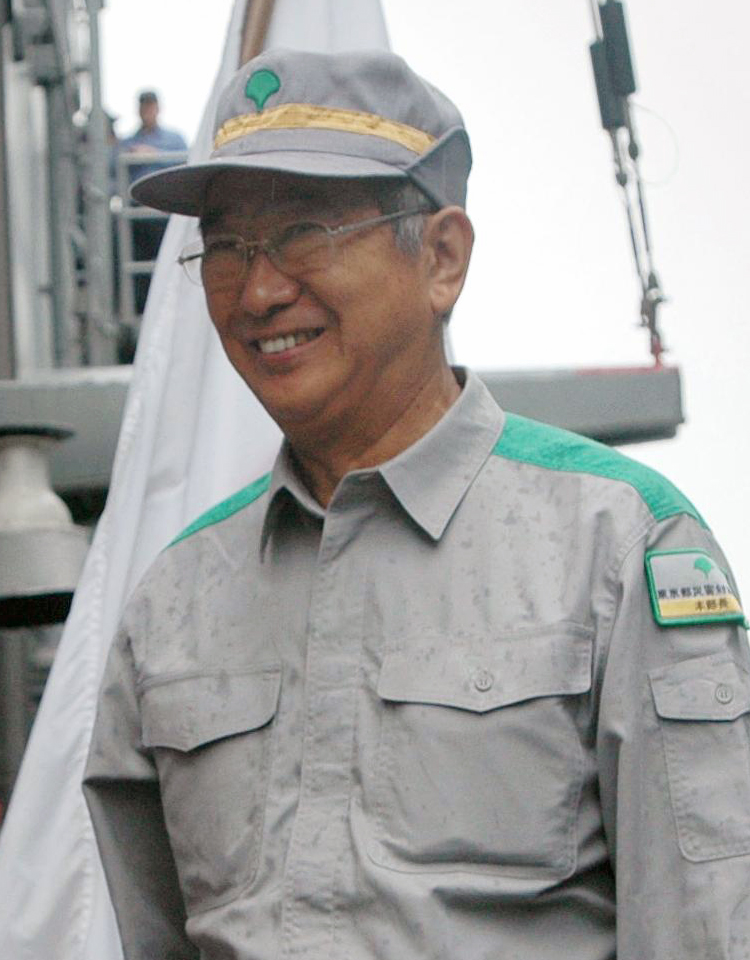
Shintaro Ishihara in 2006

In deze Japanse naam is Ishihara de geslachtsnaam.
Shintaro Ishihara (Japans: 石原 慎太郎, Ishihara Shintarō) (Kobe, 30 september 1932 – Ota (Tokio), 1 februari 2022) was een Japans auteur, acteur en politicus. In 1955 oogstte hij als auteur een gigantisch succes met zijn bestseller Taiyō no kisetsu (太陽の季節, ‘het jaargetijde van de zon’) waarvoor hij de prestigieuze Akutagawaprijs in ontvangst mocht nemen. In 1968 stapte Ishihara in de politiek en stelde zich kandidaat als parlementslid voor de Liberaal-Democratische Partij van Japan (LDP). In de periode 1999- 2011 was Shintaro Ishihara gouverneur van de prefectuur Tokio.

## Jeugd
Shintaro Ishihara werd geboren in Kobe en groeide op in Zushi, een havenstad en populaire badplaats voor de elite in de prefectuur Kanagawa. Daar ontwikkelde hij zijn liefde voor zeilen, een van de vele avontuurlijke sporten die hij zou beoefenen. Zijn vader, Kiyoshi Ishihara, was een welgestelde uitvoerend manager bij een rederij. Deze economische stabiele achtergrond bood Ishihara de kans zich volledig op zijn artistieke kwaliteiten te concentreren. Vanaf 1952 tot 1956 studeerde Ishihara aan de prestigieuze Hitotsubashi-universiteit.

## Artistieke carrière

### Zuiver Naoorlogse Groep
Ishihara behoorde samen met Kenzaburo Oë en Kaiko Ken tot de ‘Zuiver Naoorlogse Groep’ (Junsui sengoha), een literaire stroming die halfweg de jaren ’50 zijn intrede deed. Zij veroordeelden de literatuur met biografische inslag van ‘de Derde Nieuwe Generatie' omdat deze te veel aansloot bij de vooroorlogse ik-roman. De groep rebelleerde tegen de traditionele waarden en de auteurs behandelden actuele sociale en politieke problemen in hun werken. Ze leverden bitse kritiek op de Japanse maatschappij maar bleven gedreven met de wil om de samenleving op een positieve manier te beïnvloeden. Zo keerde de groep zich onder andere tegen de verlenging van het vredesverdrag (Anpo) met de Verenigde Staten en nam ze actief deel aan het protest. Ishihara richtte met Kenzaburō Ōe het genootschap ‘Jong Japan’ (Wakai Nihonkai) op, waar ze over de kwestie debatteerden. Het genootschap viel enige tijd later uiteen vanwege de te grote individuele verschillen.

### Taiyō No Kisetsu
Ishihara begon met schrijven tijdens zijn studies en publiceerde zijn eerste werk Hai iro no kyōshitsu (灰色の教室, “Het Grijze Klaslokaal”) in 1954 in het literaire magazine Hitotsubashi Bungaku. In 1955 won hij op amper 23-jarige leeftijd de toonaangevende Akutagawa literatuurprijs met de bestseller ‘Season of the Sun’ (Taiyō no kisetsu 太陽の季節). Naar eigen zeggen kostte het hem slechts drie dagen om deze bekroonde novelle te schrijven.
Taiyō no kisetsu gaat over de Japanse naoorlogse jeugd die zich afzet tegen de heersende waarden en normen. De welgestelde hoofdpersonages uiten hun frustratie tegen een worstelende naoorlogse maatschappij in vechtpartijen, gokken en een promiscue seksleven.
Het hoofdpersonage van het boek is Tatsuya Tsugawa, een universiteitsstudent en bokser die zijn dagen vult met zeilen op Shonan beach en zijn nachten met vrouwen te versieren in nachtclubs. Hij ontmoet de evengoed gefortuneerde en decadente Eiko in Ginza. Ze beginnen een knipperlichtrelatie en schuwen geen seksuele relaties met anderen om elkaar jaloers te maken. Het verhaal eindigt wanneer Eiko, die ongewild zwanger is van Tatsuya’s kind, een abortus ondergaat. Maar omdat Tatsuya te lang twijfelde, ondergaat Eiko een risicovolle operatie in haar gevorderde stadium van zwangerschap en sterft ze aan de gevolgen van de ingreep. De laatste scene van het boek vertelt hoe een doorgeslagen Tatsuya het portret van Eiko op het altaar verpulvert in een vlaag van zelfhaat en haar familie toeschreeuwt: “Niemand van jullie begreep het!”

### Belang van Taiyō no kisetsu

#### Literaire kwaliteit
Ishihara´s werk wordt in tegenstelling tot deze van de andere auteurs van de hierboven genoemde ´zuiver naoorlogse groep´ niet veelvuldig besproken in klassieke besprekingen van Japanse moderne literatuur. Een aannemelijke verklaring hiervoor is dat zijn werk eerder waardevol is op sociologisch vlak dan op letterkundig vlak. Ondanks dat Taiyō no kisetsu met twee grote literaire prijzen bekroond werd, bezit het verhaal volgens critici weinig literaire kwaliteiten. De vertelling komt volgens hen eerder over als nerveus en gehaast alsof het berichtgeving betreft. Dit niettegenstaande verschaft het werk wel een waardevol inzicht in de leefwereld van de naoorlogse Japanse jeugd die zich moest aanpassen aan continue grote maatschappelijke veranderingen. Ze verzetten zich op instinctieve wijze tegen de gebroken vooroorlogse waarden en verloren zichzelf gewillig in een houding van nihilistische morele onverschilligheid, brutaliteit en geweld.
Ishihara speelde met zijn werk dus perfect in op de actuele culturele en maatschappelijke ontwikkelingen en bracht iets fris en jeugdigs in Japans literaire wereld. Jongeren konden zich moeiteloos identificeren met een nieuwe jonge schrijver uit hun eigen generatie en het werk had destijds dan ook een langdurige impact.
In Ishihara’s werk is nog de existentiële erfenis van ‘body literature’ auteurs terug te vinden. Zij wezen de bushido en andere (religieuze) oorlogspropaganda af ten voordele wat voor hen de enige zekerheid was: het individuele lichaam. Voor Ishihara wordt het lichaam een doel op zich en daardoor een middel om de bestaande orde te negeren.
De novelle was progressief omdat ze niet alleen afrekende met het traditionele waardestelsel maar bovendien de jeugd naar voren schoof als de drijfveer voor sociale ontwikkeling en vooruitgang. Volwassenen worden niet zozeer als een grote vijand afgeschilderd maar eerder als een onbelangrijke factor waar geen rekening mee moet worden gehouden.
Ishihara Shintaro zou zich volgens critici met zijn novelles op een breuk tussen twee literaire strekkingen bevinden. Zijn boeken markeerden het einde van literatuur als een elite bezigheid en het begin van literatuur als een massaproductiegericht medium.

#### Taiyō Zoku
Het succes van Taiyō no kisetsu maakte van Ishihara Shintaro in een oogwenk een literaire superster. Kort na publicatie werd Taiyō no kisetsu verfilmd waarin zijn broer, Yujiro Ishihara een klein gastrolletje vertolkte. Er groeide algauw een jongerencultus rond de twee broers, de zogenaamde Taiyō-zoku (太陽族, the sun tribe). De term 'sun tribe' is een woordspeling op de strandgerelateerde levensstijl van de broers, de titel van de novelle en Shayo-zoku, de benaming voor de naoorlogse gevallen aristocraten. De personencultus rond de twee Ishihara-broers betekende ook het begin van de latere beroemdheden en idolen adorerende Japanse cultuur. Uiteindelijk zou de Taiyō-zoku beweging tot circa 1960 actief blijven.
De volgelingen van de broers Ishihara identificeerden zich met de personages uit het boek Taiyō no kisetsu. Ze rebelleerden tegen de oudere generatie met hun uiterlijk en gedrag. Zo droegen ze in navolging van Ishihara Yujiro Hawaiihemdjes en wijde broeken. Kapsalons promootten destijds ook uitvoerig het Shintaro-kapsel, als zijnde lang haar aan de voorkant en geschoren aan de zijkanten. Hun houding werd gekenmerkt door bijtend cynisme, morele apathie, een gevoel van verlatenheid, verlangen naar seksuele vrijheid en het ontbreken van een doel in hun leven. Ze voelden zich verloren in een nieuwe, sterk veranderende maatschappij en kwamen in opstand.
Jeugd was een globaal probleem in de jaren ’50. De autoriteiten vreesden jeugdcriminaliteit al sinds de Tweede Wereldoorlog maar die maatschappelijke angst bereikte een hoogtepunt in de jaren ’50. De Taiyō-zoku beweging in Japan kan vergeleken worden met de zogenaamde Teddy Boys in Groot-Brittannië of de Halbstarker-stroming in de Bondsrepubliek Duitsland.
In de filmwereld gaf de verfilming van Taiyō no kisetsu het startschot voor een nieuw genre in de cinema: the sun tribe films. Midden jaren ’50 vocht de cinema voor de aandacht van een publiek dat steeds meer afgeleid werd door televisie en radio. De cinema-industrie ging zich dan ook steeds meer concentreren op high-volume low-budget productie, een filosofie waarin de Taiyō-zoku films perfect pasten. De sterk concurrerende studio’s probeerden zich van elkaar te onderscheiden door beroemdheden aan zich te binden en zich te specialiseren in een bepaald genre. De Nikkatsu studio deed een beroep op het sun tribe filmgenre. Ze produceerden films met een hoog gehalte van seks en geweld waar de jeugd op dat moment zo’n behoefte aan had. Ze hadden Taiyō no kisetsu al verfilmd en kochten verder de rechten van ‘crazed fruit' op. Nog een voorbeeld van zo’n sun tribe film is de verfilming van 'De Strafkamer' door Ichikawa Kon.

#### Andere werken
Ishihara schreef in de jaren na Taiyō no kisetsu nog vele boeken waaronder onder andere Shokei no heya (the punishment room, 1956), Chōsen (de uitdaging, 1959-1960), Ōkami ikiro, buta wa shine (Wolven, leef! Varkens, sterf!, 1960), Kōi to shi (Actie en dood, 1964).

## Bruisend leven
Ishihara was destijds een veelzijdig man, naast het schrijven hield hij er ook nog andere bezigheden op na. Hij acteerde, schreef scripts, regisseerde en was directeur van een theatergezelschap. Daarnaast vond hij ook nog tijd om een reis naar de Noordpool te maken, heeft hij Zuid-Amerika op een motor doorkruist, hield hij van diepzeeduiken en deed hij regelmatig mee aan zeilwedstrijden. In 1966-1967 bracht hij in opdracht van Yomiuri Shinbun verslag uit van de Vietnamoorlog. Dit zou hem geïnspireerd hebben tot het maken van de stap naar een politieke carrière.

## Politieke carrière
Ishihara stapte in 1968 in de politiek en werd dankzij zijn al bestaande populariteit met het hoogste stemmenaantal verkozen als parlementslid van de Liberaal-Democratische partij.
De partij was in die tijd op zoek naar tarento (talent), zoals men ook nu jonge popsterren in spe pleegt te noemen. Ishihara was niet alleen begiftigd met een goed stel hersenen maar bezat ook een mediageniek uiterlijk, wat hem geen windeieren legde. Zijn programma was geïnspireerd op rechts-conservatieve idealen en een hernieuwd nationalisme.
In 1972 schakelde Ishihara met succes over van het Hogerhuis naar het Lagerhuis van het Japanse parlement. Hij werd acht opeenvolgende keren verkozen. In 1973 werd hij lid van de anticommunistische Blue Storm Group (Seirankai). Deze groep was berucht bij het grote publiek omdat de leden ervan een bloedverband zouden gesloten hebben.
In 1975 waagde Ishihara een eerste poging om gouverneur van Tokio te worden. Hij verloor echter tegen de populaire socialist Ryokichi Minobe. Niettemin bleef Ishihara een belangrijke wetgever binnen de LDP. In 1976 werd hij minister van staat, directeur-generaal van het milieuagentschap in het kabinet Fukuda. Ishihara bekleedde in 1987 dan weer de post van minister van transport in het kabinet Takeshita.
In 1989 dong Ishihara zonder succes mee naar de post van partijleider bij de LDP en hij greep dus ook naast de kans om premier te worden. Tijdens datzelfde jaar kwam hij in de internationale belangstelling te staan door de publicatie van zijn pamflettair geschrift ‘The Japan that can say no ’( “no”と言える日本 , no to ieru nihon) dat hij samen met Akio Morita, de voorzitter van Sony, schreef. Het nationalistisch werk diende als repliek op de woekerende anti-Japanse gevoelens in Amerika in die dagen. Het had als kernboodschap dat Japan zich niet langer afhankelijk mocht stellen van Amerika tijdens internationale contacten. Japan kon volgens Ishihara perfect zonder de militaire bescherming van de VS en moet zich ontdoen van het juk van de Amerikaanse voogdij. Ishihara merkte met veel leedvermaak op dat het land dat in 1945 de oorlog had gewonnen, niet meer zonder goedkope Japanse producten kon. De VS dankte volgens Ishihara zijn militaire macht aan de superieure Japanse technologie. Hij vroeg zich treiterig af hoe machtsevenwicht er in de wereld zou uitzien als Japan zijn computer-chips niet aan Amerika maar aan de Sovjet-Unie zou verkopen.
Later probeerde Morita zich te distantiëren van diverse uitspraken en conclusies in het boek. Hij was bang dat de negatieve publiciteit Sony te veel schade zou berokkenen en liet uiteindelijk zijn hoofdstukken verwijderen van de Engelse vertaling. Ishihara zelf was geen voorstander van een publicatie in Amerika.
Omdat Ishihara zich dus steeds meer als een outsider ging opstellen en fanatiek nationalisme begon te prediken, nam zijn carrière een andere wending. In 1995 keerde Ishihara de LDP de rug toe en stapte hij uit de nationale politiek, na een carrière van 27 jaar in het Japanse parlement. In 1999 werd hij als een onafhankelijk kandidaat tot gouverneur van Tokio verkozen. Hij hanteerde daarvoor een slogan die inmiddels al vertrouwd aandeed: “Het Tokyo dat nee kan zeggen”. Deze slogan speelde niet zozeer in op de nationalistische gevoelens van de kiezers van de hoofdstad, maar eerder op hun verlangen naar meer zelfstandigheid voor hun stad. Ook de inwoners van Tokio vonden dat de macht terug aan de lokale bevolking diende gegeven te worden. Het “nee” paste ook in zijn gekoesterde imago van een politicus die geen blad voor de mond neemt. Feitelijk staan de opvattingen van Ishihara niet zover af van de officiële LDP-lijn , maar zijn strategische onafhankelijke positie verschafte hem de vrijheid om zijn ongezouten mening de wereld in te sturen zonder daarbij de partij expliciet in de verlegenheid te brengen. Hij werd tot driemaal toe herverkozen in 2003,2007 en op 79-jarige leeftijd in 2011.
Op 10 april 2010 werd de conservatieve partij Tachiagare Nippon (たちあがれ日本, Engels: Sunrise Party of Japan) opgericht door 5 Japanse wetgevers en parlementsleden, vier voormalige leden van de LDP en een onafhankelijke politicus. De naam werd gegeven door Shintaro Ishihara, die de actie steunde. De partij omschreef zichzelf als een anti-DPJ, maar daarvoor geen noodzakelijkerwijs LDP-beweging.
Op 25 oktober 2012 kondigde Ishihara officieel aan dat hij zijn ambt als gouverneur van Tokio zou neerleggen om zo een nieuwe partij te kunnen stichten, als voorbereiding voor de opkomende verkiezingen in 2012. Zijn ontslag werd goedgekeurd op 31 oktober 2012 en zo kwam er einde aan zijn gouverneursambt, die 4.941 dagen duurde, de tweede langstlopende termijn na Shunichi Suzuki.
Ishihara stichtte de nieuwe partij de Partij van de Zon (太陽の党 Taiyō no Tō), die grotendeels bestond uit leden van de rechtse vleugel van Tachiagare Nippon. De nieuwe Partij van de Zon zou proberen een coalitie te vormen met andere kleine partijen zoals bijvoorbeeld de Restauratie Partij van Japan (日本維新の会, Nippon Ishin no Kai) ,geleid door de burgemeester van Osaka Toru Hashimoto. Slechts vier dagen na de stichting van de partij, op 17 november 2012 besloten Ishihara en Hashimoto om over te gaan tot een fusie van beide partijen, waarbij Ishihara leider werd van de  Restauratie Partij van Japan.